# 744 v.Chr.
Het jaar 744 v.Chr. is een jaartal in de 8e eeuw v.Chr. volgens de christelijke jaartelling.

## Gebeurtenissen

### Assyrië
- Tiglat-Pileser III houdt een campagne tegen Namri en naar het stamgebied van de Kassieten, Bit-Hamban. Hij versterkt daarmee de periferie van zijn machtgebied.[1]

## Overleden
- Arktinos van Milete, Grieks dichter